# Vanguard TV3
Vanguard TV3 (auch Test Satellite F) war ein US-amerikanischer Forschungssatellit aus der Vanguard-Serie. Der Satellit sollte der erste amerikanische Satellit werden, doch ging er bei einem Fehlstart verloren.

## Hintergrund

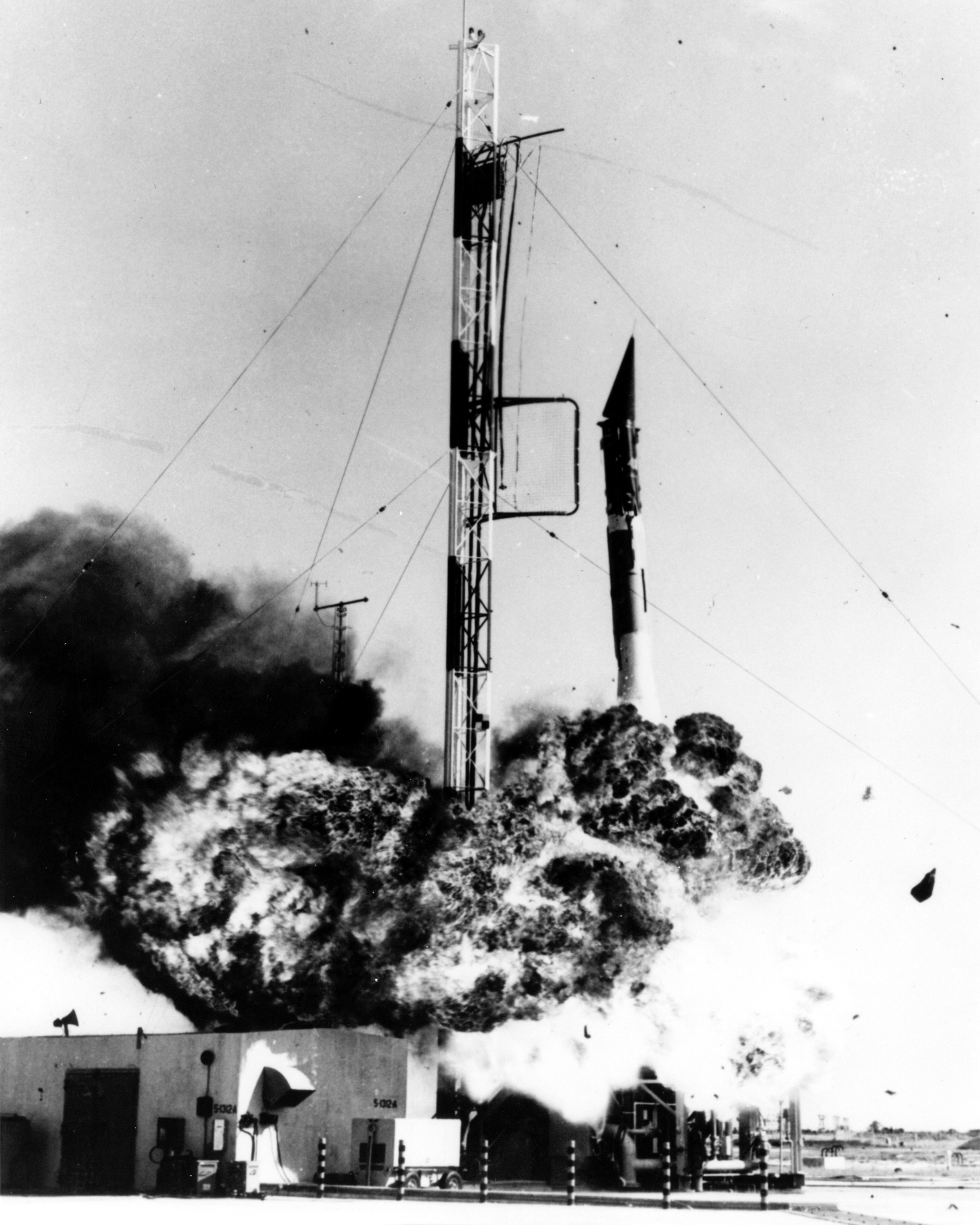
Explosion der Vanguard-Rakete

Nach dem Start von Sputnik 1 wollte die NASA schnellstmöglich mit der Sowjetunion gleichziehen. Deshalb wurde für die erste Satellitenmission der Vereinigten Staaten Vanguard TV3, welcher eigentlich Vanguard 1 heißen sollte, auserwählt. Der Start sollte auf der noch nicht ausgereiften, gleichnamigen Trägerrakete Vanguard erfolgen. Als Datum wurde der 6. Dezember 1957 angepeilt.

## Technik
Der Satellit bestand aus einer etwa 1,5 kg schweren Aluminiumkugel. Ein Zylinder mit Hitzeschilden im Inneren der Kugel hielt die Instrumentennutzlast. Es enthielt eine Reihe von Quecksilberbatterien, einen 10-mW-Telemetrie-Sender mit 108 MHz, der von den Batterien gespeist wurde, und einen 5-mW-Sender-Sender mit 108,03 MHz, der von sechs quadratischen Solarzellen (etwa 5 cm Seitenlänge) angetrieben wurde. Solarzellen, die am Körper des Satelliten angebracht sind, sollten ebenfalls die Stromversorgung fördern. Sechs 30 cm lange, mit einer Feder versehene Aluminiumlegierungsantennen mit einem Durchmesser von 0,8 cm ragten aus der Kugel heraus. Bei der Betätigung waren die Antennenachsen senkrecht auf Linien, die durch das Zentrum der Kugel gingen. Die Sender dienten primär zum Empfangen und Senden von Daten, sollten aber auch den Elektronengehalt zwischen Satelliten und Bodenstationen bestimmen.
Eine zylindrische Trennvorrichtung wurde entworfen, um die Kugel vor der Trennung an der dritten Stufe befestigt zu halten. Bei der Entfaltung würde ein Band gelöst, das den Satelliten an seinem Platz halten würde, und drei Blattfedern würden den Satelliten von dem Zylinder und der dritten Stufe mit einer relativen Geschwindigkeit von ungefähr 0,3 m/s trennen.

## Verlauf der Mission
Die Vanguard-Rakete startete am 6. Dezember 1957 vom Cape Canaveral Air Force Station auf der gleichnamigen Trägerrakete Vanguard. Kurz nach dem Abheben verlor das Triebwerk der Erststufe an Schub. Nach etwa zwei Sekunden und gut einem Meter an zurückgelegter Strecke fiel die Rakete auf die Startrampe zurück und explodierte. Der Satellit landete in einiger Entfernung auf der Erde, während er weiterhin Daten sendete. Er wurde stark beschädigt und konnte nicht wiederverwendet werden.